# Lista przebojów

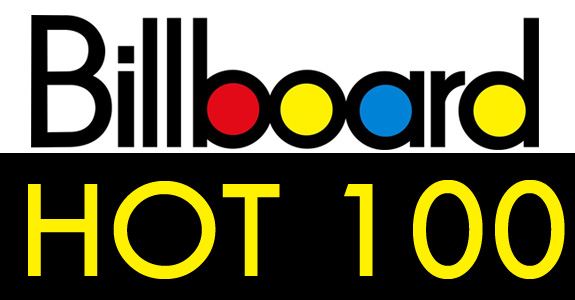
Logo listy przebojów (Hot 100)

Lista przebojów, synonim: top (ang. charts) – pojęcie związane z tzw. popkulturą, zestawienie najbardziej popularnych spraw, rzeczy, utworów w danym okresie.
Najczęściej dotyczy najbardziej ulubionych piosenek i utworów (zwykle wydawanych na singlach) bądź albumów muzycznych. Składa się z poszczególnych pozycji notowania utworów (pierwsze miejsce – najwyższe, oznacza największą popularność, ostatnie – najmniejszą z zanotowanych).

## Cechy list przebojów
- kompozycja
- zasady głosowania
- tematyka
- stopień uniwersalności
- tradycja

## Rodzaje list przebojów
A. ze względu na rodzaj środka popularności
- muzyczne
- filmowe / kinowe
- inne (np. książek, dvd...)

B. ze względu na odniesienie czasowe
- lista przebojów aktualnych (nowych)
- lista starszych (dawnych) przebojów
- lista wszech czasów (uniwersalna)

C. ze względu na typ muzyki
- ogólna
- rockowa
- taneczna (dance)
- alternatywna
- jazzowa
- country
- folkowa
- inna

D. ze względu na podmiot tworzący
- radiowa
- telewizyjna
- internetowa
- prasowa
- studencka
- osobista

E. ze względu na zasięg terytorialny
- ogólnoświatowa
- kontynentalna (np. europejska, azjatycka ...)
- krajowa
- regionalna
- lokalna